# Hypotrachyna ducalis
Hypotrachyna ducalis är en lavart som först beskrevs av Antonio Jatta och som fick sitt nu gällande namn av Mason Ellsworth Hale. 
Hypotrachyna ducalis ingår i släktet Hypotrachyna och familjen Parmeliaceae. Inga underarter finns listade i Catalogue of Life.